# Juzgados de Letras del Trabajo de Chile

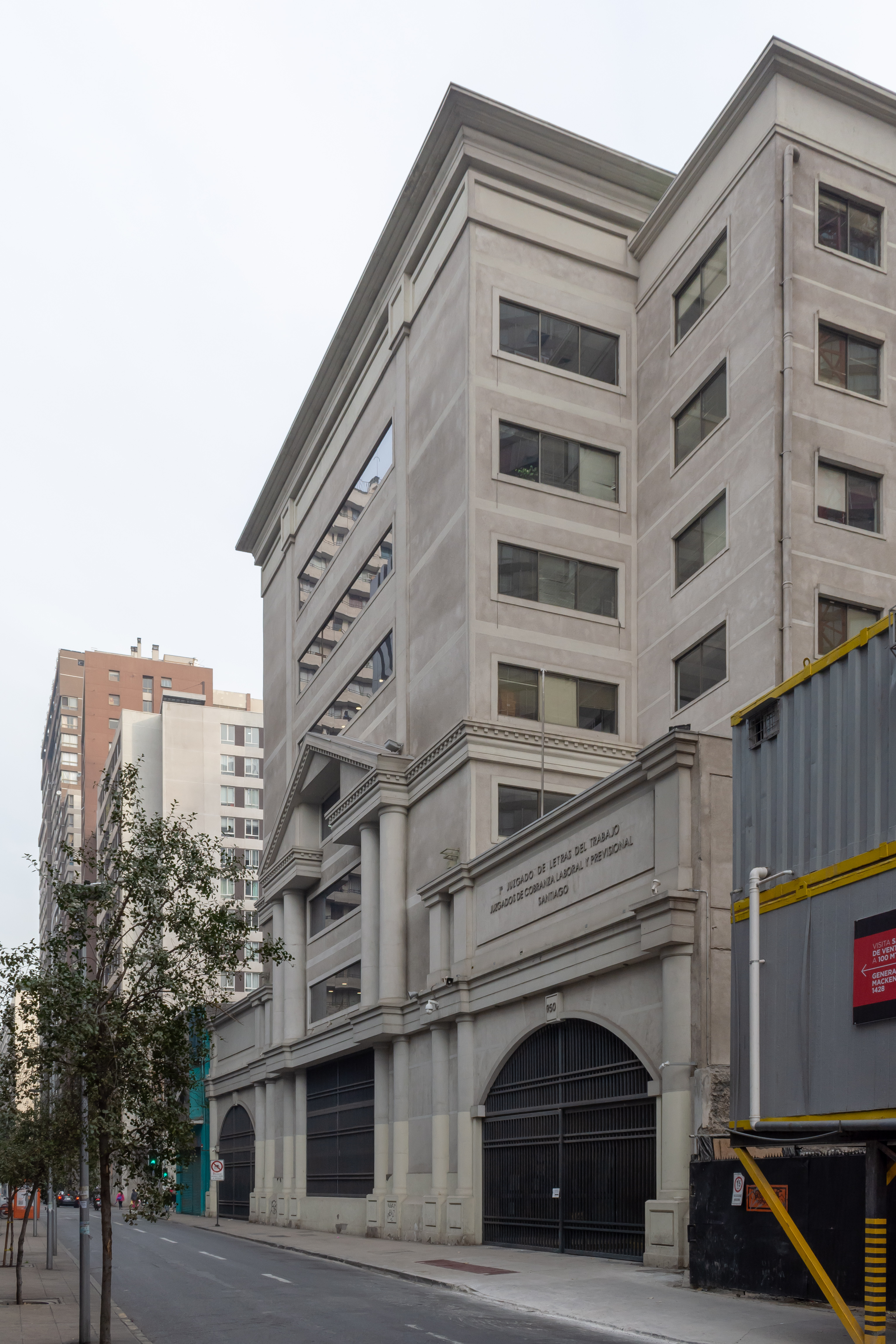
Juzgados de Letras del Trabajo de Santiago.

Los Juzgados de Letras del Trabajo son los tribunales de Chile encargados de conocer y fallar aquellos asuntos relativos al Derecho del Trabajo y de Seguridad Social. Existen en algunos territorios jurisdiccionales del país, mientras que en donde no los haya conocen de estas materias los jueces de letras con competencia civil o común.

## Historia
Durante los primeros años del siglo XX, se estableció una suerte de justicia administrativa para la solución de los conflictos laborales. El primer Código del Trabajo (1931) estableció los Juzgados del Trabajo a cargo de jueces letrados, sobre los cuales existía una Corte del Trabajo, que era un tribunal de jueces con un Presidente letrado y dos miembros legos, con representantes de los empleadores ("patrones") y trabajadores (que en esa época se distinguían entre "obreros" y "empleados"). No pertenecían al Poder Judicial y estaban sujetos a la superintendencia de la Dirección del Trabajo.
Estos tribunales fueron suprimidos en la década de 1970, asumiendo sus causas los juzgados civiles. Sin embargo, debido a la cantidad de juicios, se dispuso que en algunas zonas existieran Juzgados de Letras del Trabajo, ahora pertenecientes al Poder Judicial, y cuya segunda instancia seguirían siendo las Cortes de Apelaciones respectivas.
En 2005, por medio de la Reforma Procesal Laboral (ley 20.022), se dispuso la creación de diversos tribunales de competencia especial en lo laboral, solucionando el problema de aumento de causas de este tipo en muchos juzgados civiles. Asimismo, estableció un nuevo procedimiento, reemplazando al que se estableció en 1987.
En algunas jurisdicciones, por el volumen de causas, se crearon asimismo los Juzgados de Cobranza Laboral y Previsional, para la ejecución de los títulos relativos a obligaciones dinerarias laborales y previsionales.

## Composición
Conforme al art. 418 del Código del Trabajo, los tribunales laborales remiten su organización a lo reglamentado para los tribunales de competencia penal (juzgados de garantía y tribunales de juicio oral en lo penal), por lo que cuentan con:
- un número variable de jueces, los que ejercen la función jurisdiccional y tienen el gobierno del respectivo juzgado, por sí o por medio del Comité de Jueces.
- un administrador del tribunal, que cumple con la función de ministro de fe y de control de las unidades administrativas
- varias unidades administrativas, encargadas de diversas funciones del tribunal. Éstas son:
  - Sala: para la realización de las audiencias
  - Atención de público
  - Servicios: atiende el abastecimiento y el sistema informático de apoyo
  - Administración de causas: encargado de recepción de documentos, notificaciones y registros
  - Cumplimiento: cuando en el territorio no exista un juzgado de cobranza laboral y previsional

## Materias
Están definidas en el Código del Trabajo, en su art. 420. Tales son:
- contratos laborales individuales, especialmente el despido injustificado o el autodespido
- contratos individuales colectivos y negociación colectiva
- organización sindical
- seguridad social (pago de cotizaciones previsionales y de seguro de salud)
- desafuero de trabajadores protegidos por el fuero sindical
- reclamaciones por sanciones aplicadas por las Inspecciones del Trabajo
- responsabilidad del empleador por accidentes laborales (solo por parte del trabajador contra el empleador)
- cobranza laboral y previsional (salvo en aquellos lugares donde exista un Juzgado de Cobranza Laboral y Previsional)

## Principios del procedimiento laboral
- Oralidad: los procedimientos se celebran en audiencias donde prima la palabra hablada, sin perjuicio de existir etapas que requieran escrituración, como la demanda, la sentencia, y otras resoluciones fuera de audiencia.
- Concentración: en las audiencias se realiza la mayor parte de las actuaciones del proceso, en el menor tiempo posible, sin mayores interrupciones.
- Publicidad: las audiencias son, por regla general, públicas.
- Inmediación: las cuestiones son conocidas y resueltas directamente por el juez, sancionándose con nulidad
- Oficialidad y celeridad: los tribunales laborales tienen facultades para obrar de oficio, así como controles de la prueba ofrecida
- Bilateralidad: se relaciona con el derecho a ser oído y a intervenir, siempre en equilibrio con el principio pro operario que informa el derecho laboral sustancial
- Gratuidad: de las actuaciones del juicio para las partes, y defensa jurídica gratuita para trabajadores pobres
- Buena fe procesal: en relación con las facultades de oficio del juez y la corrección del desequilibrio natural entre empleador y trabajador, para evitar prácticas dilatorias y perjuicios a la contraparte.

## Procedimientos
Existen varios procedimientos regulados en los arts. 425 y siguientes del C. del Trabajo (CT). En todo lo no regido por estas normas rige lo señalado en los Libros I y II del Código de Procedimiento Civil, a menos que sean contrarios a los principios que informan este procedimiento.

### Procedimiento ordinario
Se regula en los arts. 446 y siguientes CT, y se aplica para los casos no regulados en procedimientos especiales, además de servir como norma supletoria en estos últimos.
Se desarrolla esencialmente en las siguientes etapas:
1. Fase de discusión: Se inicia mediante demanda escrita ante el juez laboral. Tras esta presentación, el juez debe llamar a audiencia preparatoria a más tardar en 35 días hábiles, y ordenar la notificación del demandado. Una vez notificado, el demandado tiene hasta antes del 5° día antes de la fecha de audiencia para contestar la demanda, también por escrito, así como a demandar reconvencionalmente si así procede.  
2. Audiencia Preparatoria: En esta audiencia las partes deben asistir sólo con abogados (no se admiten procuradores sin título). En esta audiencia, una vez que se hace una relación simple de demanda y contestación, se procede a buscar bases de acuerdo para una conciliación. De no producirse, o sólo ser parcial, se continúa con el juicio, fijándose objeto de juicio y hechos a probar. Luego, las partes ofrecen su prueba para el escrutinio judicial, así como el juez puede también ordenar prueba de oficio. Finalmente, se fija fecha para la audiencia de juicio, que deberá celebrarse a lo más en 30 días.
3. Audiencia de Juicio: En esta audiencia se procede a incorporar la prueba y hacer las observaciones finales.
4. Sentencia: Ésta puede dictarse inmediatamente al final de la audiencia de juicio, o posponer su dictación hasta 15 días después de la audiencia de juicio.
5. Ejecución: se debe iniciar a los 5 días desde que la sentencia quede ejecutoriada. Se hace ante el mismo juzgado, salvo si en el territorio existe Juzgado de Cobranza, caso en el que se pasan los antecedentes a este.

### Procedimiento monitorio
Regulado en los arts. 496 y ss. CT. Aplicable en aquellos juicios de cuantía inferior a 10 ingresos mínimos mensuales, y en los casos de fuero maternal. 
Consta de dos etapas: 
1. Administrativa: Se ventila ante la Inspección Comunal del Trabajo. Consta de presentación del reclamo, la citación a comparendo (se notifica a la contraparte por carta certificada) y la realización del comparendo de conciliación. De no llegarse a un acuerdo, se emite un certificado de mediación frustrada, necesario para iniciar el camino judicial. 
2. Judicial: La demanda debe presentarse por escrito, junto con la certificación de que la mediación fue frustrada. 
Presentada la demanda, el juez puede acoger lo pedido por el demandante (esto es, sin audiencia del demandado), rechazarlo de plano o citar a audiencia en un plazo no mayor a 15 días. En todo caso, notificada la sentencia al demandado, éste tiene el plazo de 10 días para oponerse.   
De haber audiencia, se realizará en una sola sesión la conciliación, el rendimiento de prueba y la sentencia.  

### Tutela Laboral
Se regula en los arts. 485 y ss. CT. Procede ante la vulneración de ciertos derechos garantizados por la Constitución y las leyes laborales, en el contexto de las relaciones laborales. También procede en caso de prácticas anti-sindicales o desleales en procesos de negociación colectiva.
El plazo para iniciar el juicio por esta vía es de 60 días desde la ocurrencia de los hechos. Están legitimados para iniciarlo el proceso el propio trabajador afectado o el sindicato. Asimismo, la Inspección Laboral puede denunciar si lo ve en sus inspecciones.
Se rige por las reglas del juicio ordinario, con algunas variaciones:
1. Se debe oficiar a la Inspección del Trabajo para que informe sobre la situación
2. Se puede ordenar la suspensión del acto bajo apercibimiento de multa.
3. Se invierte la carga de la prueba, ya que es el demandado quien debe probar la legitimidad del acto

La sentencia puede decretar multa en contra del demandado, así también ordenar el pago de indemnizaciones. Asimismo, si la tutela se originó por causa de un despido, el afectado puede optar por reincorporarse a su puesto.

### Reclamación por multas y sanciones administrativas
Regulado en los arts. 503 y 504 CT. El plazo para reclamar es de 15 días hábiles. El procedimiento a seguir es, según la cuantía:
1. 10 UTM o menos: Parte judicial del procedimiento monitorio (aplicable también en contra de sanciones distintas de la multa administrativa o de la que se pronuncie acerca de una reconsideración administrativa de multa)
2. Superior a 10 UTM: Procedimiento ordinario

### Ejecutivo de títulos laborales y previsionales
Arts. 463 y sgtes. CT. La tramitación de los títulos ejecutivos laborales se desarrollará de oficio y por escrito por el tribunal. En lo no regulado especialmente rige el Título XIX del Libro Primero del Código de Procedimiento Civil, salvo en los casos de títulos distintos a una sentencia judicial, que se rigen por los Títulos I y II del Libro 1° de ese mismo cuerpo legal.
En el caso de ejecución de sentencias, debe iniciarse a los 5 días desde que la misma quede ejecutoriada.
Los pasos de la ejecución son:
1. Liquidación: debe notificarse al ejecutado el monto adeudado para que en el plazo de 3 días haga sus objeciones.
2. Notificación y requerimiento: si no hay objeciones, o éstas fueron resueltas, se debe requerir por ministro de fe el cumplimiento del pago. De ahí hay plazo de 5 días para el cumplimiento o la interposición de oposición basado en causales de: pago previo, novación, remisión o condonación, y prescripción.
3. Embargo: de no pagarse, se embargarán bienes suficientes para pagar lo adeudado y las costas judiciales. 
  - De haber oposiciones, se dará traslado por 3 días al demandante. Luego de ello, el tribunal resolverá sin más trámite.
4. Remate: los bienes embargados se venden y su producto se entrega al ejecutante.

## Recursos

### Recurso de Reposición
Procede contra autos, decretos y sentencias interlocutorias que pongan fin al procedimiento. De las resoluciones dictadas en audiencia deben promoverse y resolverse verbalmente. En los otros casos, es por escrito hasta 3 días desde la resolución.

### Recurso de Apelación
Se halla muy restringido en esta sede, al ser procedente sólo en sentencias interlocutorias de término, medidas cautelares o referido a liquidaciones o reliquidaciones de beneficios de seguridad social.
Su tramitación es similar a la de la apelación civil, sólo que con efecto meramente devolutivo, salvo en caso de sentencia interlocutoria. Se interpone por escrito ante el juez laboral para ser conocido por la Corte de Apelaciones pertinente.

### Recurso de Nulidad Laboral
Es el recurso ordinario contra la sentencia de primera instancia.
Se interpone por escrito en el plazo de 10 días desde que se dictó la sentencia, ante el juez civil para ser conocido por la Corte de Apelaciones respectiva. 
Sólo procede por las causales de los arts. 477 y 478 CT, esto es, muy similar a los casos de un recurso de casación en la forma o el fondo, o de un recurso de protección.
En su tramitación, es similar a las apelaciones, con análisis formal en ambas instancias y vista de la causa con posibilidad de alegatos.
La resolución sobre el recurso debe dictarse en el plazo de 5 días desde la vista, y si acoge la nulidad puede dictar sentencia de reemplazo o disponer la devolución de los antecedentes al juez laboral de primera instancia.

### Recurso de Unificación de Jurisprudencia
Procede contra la resolución que se pronunció contra el recurso de nulidad laboral.
Se interpone por escrito ante la Corte de Apelaciones respectiva para ser conocido por la Corte Suprema.
La causal, conforme al art. 483 CT, es que la materia sobre que falló el recurso de nulidad tiene distintas interpretaciones de los tribunales superiores de justicia (éstos son las C. de Apelaciones y la C. Suprema). Para ello, el recurso debe señalar y acompañar copia de los fallos invocados en la materia.
En su tramitación, sigue reglas similares a las apelaciones o casaciones en el fondo, con exámenes de admisibilidad formal en ambas cortes, vista de la causa y alegatos. 
De acogerse el recurso, se deben dictar dos sentencias: una que declare acogido el recurso, y otra de reemplazo de lo obrado en la nulidad.